# Facundo Cordero
Pour les articles homonymes, voir Cordero.
Pas d'image ? Cliquez ici

a Compétitions nationales et continentales officielles uniquement.

b Matchs officiels uniquement.
Dernière mise à jour le 26 décembre 2024.
Facundo Cordero, né le 31 juillet 1998 à Buenos Aires (Argentine), est un joueur international argentin de rugby à XV jouant au poste d'ailier aux Glasgow Warriors en United Rugby Championship depuis 2023.
Son frère ainé, Santiago Cordero, est également un joueur international argentin de rugby à XV.

## Biographie
Facundo Cordero naît à Buenos Aires en Argentine. Il commence sa carrière au Club Regatas de Bella Vista dans sa ville natale.
En 2019, il joue la Currie Cup First Division avec les Jaguares XV. Après une saison invaincue, il remporte la finale face aux Griffons et marque un essai pendant ce match,. Cette année, il joue aussi avec l'Argentine XV (équipe d'Argentine réserve) durant l'Americas Rugby Championship.
Ensuite, pendant la première moitié de l'année 2020, il joue avec Ceibos en Súperliga Americana de Rugby. Il prend part aux deux premiers matchs avant l'arrêt de la compétition à cause de la pandémie de Covid-19. Durant l'été, il rejoint les Exeter Chiefs.
L'année d'après, il est sélectionné pour la première fois avec l'équipe d'Argentine. Il obtient sa première sélection contre l'Irlande au mois de novembre 2021.
En fin de saison 2022-2023, il s'engage avec les Glasgow Warriors avec effet immédiat pour remplacer Josh McKay, forfait pour cause de blessure. 
Il fait ses débuts avec cette nouvelle équipe la saison suivante (2023-2024), au mois de février 2024 contre les Dragons. Cette saison, les Glasgow Warriors remportent le United Rugby Championship en battant les Bulls 21 à 16 en finale.

## Palmarès

### En club et franchise
- Jaguares XV
  - Vainqueur de la Currie Cup First Division en 2019
- Exeter Chiefs
  - Vainqueur du Championnat d'Angleterre en 2020
  - Finaliste du Championnat d'Angleterre en 2021

- Glasgow Warriors
  - Vainqueur du United Rugby Championship en 2024

### En équipe nationale
- Argentine XV
  - Vainqueur de l'Americas Rugby Championship en 2019